# فارست‌ویل، استرالیای جنوبی
فارست‌ویل (به انگلیسی: Forestville) یک حومه شهر در استرالیا است که در استرالیای جنوبی واقع شده‌است.